# Rhyacophila fenestra
Rhyacophila fenestra là một loài Trichoptera trong họ Rhyacophilidae. Chúng phân bố ở miền Tân bắc.